# Beagle-harrier
Beagle-harrier är en hundras från Frankrike. Den är en braquehund och drivande hund som jagar i koppel (pack). Rasen är resultatet av korsningar mellan beagle och harrier på 1920- och 30-talet med syftet att få fram en jakthund för rådjur. Den används även till drevjakt på hare, rödräv och vildsvin. Beagle-harrier erkändes av Fédération Cynologique Internationale (FCI) 1987.